# فرودگاه کلارک پوینت
فرودگاه کلارک پوینت (به انگلیسی: Clarks Point Airport) یک فرودگاه همگانی بهره‌برداری هوایی با کد یاتا CLP است که یک باند فرود شن دارد و طول باند آن ۹۷۵ متر است. این فرودگاه در کشور ایالات متحده آمریکا قرار دارد و در ارتفاع ۲۴ متری از سطح دریا واقع شده‌است.